# Survivor 47
Survivor 47 (v anglickém originále Survivor 47) je čtyřicátá sedmá řada americké reality show Survivor. Natáčela se v květnu a červnu roku 2024 a premiérově byla vysílána na CBS od 18. září do 18. prosince 2024.

## Poloha a doba natáčení
Série se odehrávala na Fidži, konkrétně na souostroví Mamanuca. Natáčela se od 12. května do 6. června 2024.